# Clubiona gertschi
Clubiona gertschi är en spindelart som beskrevs av Edwards 1958. Clubiona gertschi ingår i släktet Clubiona och familjen säckspindlar. Inga underarter finns listade i Catalogue of Life.